# Пушкари

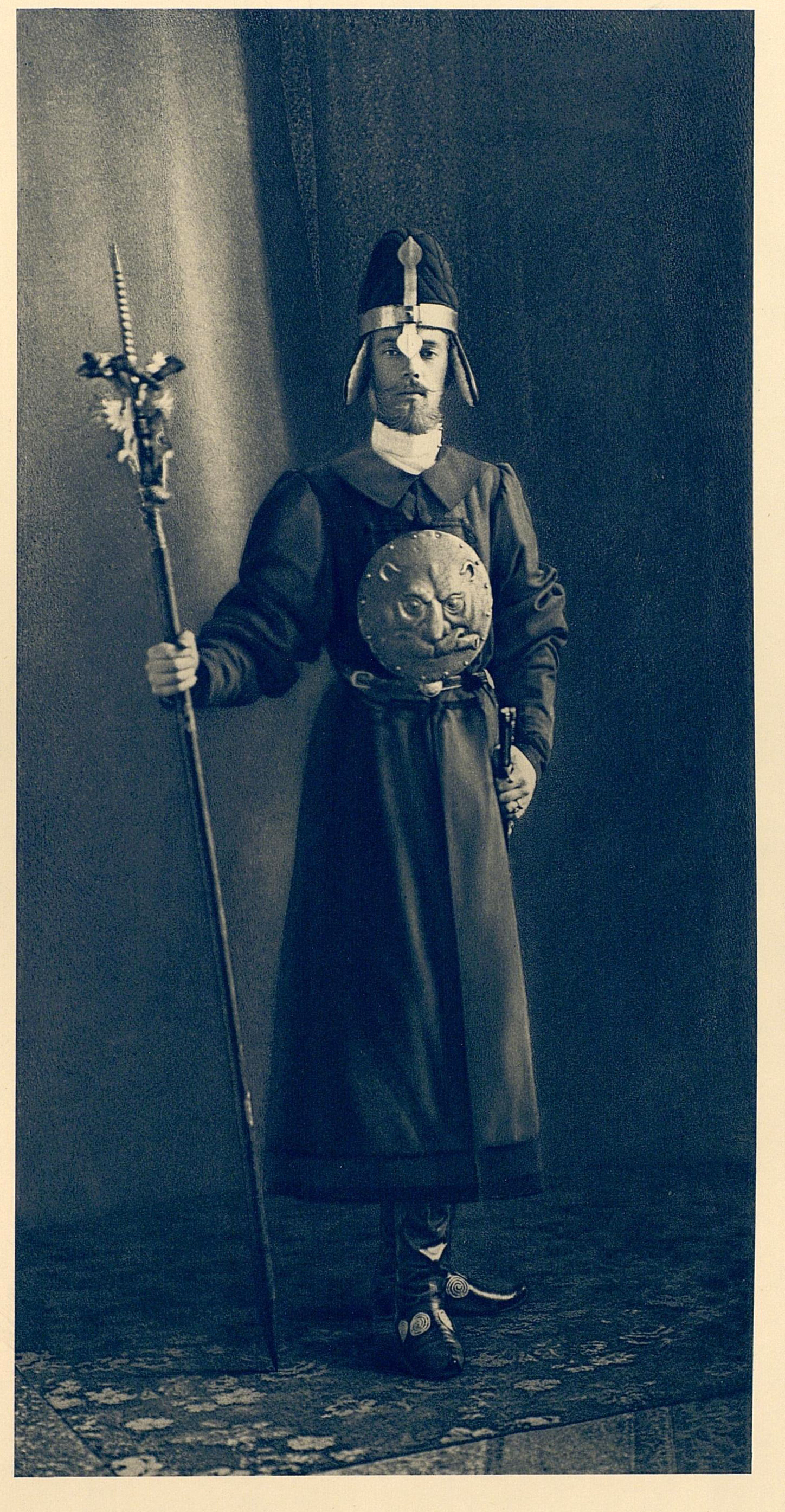
Костюмированный бал 1903 года: Великий князь Сергей Михайлович в мундире пушкаря времен царя Алексея Михайловича.

Пушкарь — старинное название русского артиллериста (с начала XV века).
На Руси (в России), как и в Западной Европе, пушкари составляли особый ремесленный цех; обучались они службе при артиллерийских орудиях у мастеров этого цеха, выписанных из-за границы за условленную плату. Получив от цеховых мастеров свидетельства, пушкари принимались на службу и получали значительное по тому времени содержание; они владели в городах участками земли, селились особыми слободами, судились в Пушкарском приказе, который заведовал и хозяйственными делами их; принимали в свою корпорацию новых членов за известными поруками своих сотоварищей: служить Государеву пушкарскую службу всякую, походную и посылочную, и с Государевой службы не сбежать ни в Крым, ни в Литву, ни в Немцы, ни красть, ни играть, ни с воры не знаться, ни над Государевой казной хитрости ни в чём ни учинить. Пушкари при Иване Грозном получали жалованья 2 рубля с гривной в год деньгами и полуосьмину муки в месяц; московские же пушкари, кроме того, еще получали в год по сукну по доброму, цена по 2 рубля сукно; позже содержание было несколько увеличено.
Служба пушкарей была пожизненной и переходила от отца к сыну; в неё вступали, особенно вначале, вольные не тяглые люди всех сословий. В мирное время пушкари ведали разными крепостными и гарнизонными службами. Пушкари получали хлебное жалованье, имели в городах свои дома, занимались торговлей и ремеслами; все они, во главе со своими головами и сотниками, находились в ведении Пушкарского приказа. Жили пушкари в Москве по особым слободам (Пушкарским), а в городах — по крепостям.

«Которые пушкарские и пушечных и колокольных мастеровых людей Пушкарского приказу дети, и братья, и племянники, и тем пушкарским и мастеровым детям, и братьям, и племянникам мимо Пушкарского приказа в иные приказы ни в какой чин в службу ставиться не велено»— Указ царя Алексея Михайловича
Других артиллеристов на Руси при Дмитрии Донском и позднее, именовали стрелок в зависимости от величины орудий наряда, при которых они находились или пищальники, как артиллерийский состав в русском войске (армии) конца XIV — XVII веков. На Юге России, на украинах, в иррегулярном войске — гармаш. Пушкарь при тюфяке — тюфянче́й.